# Kleiner Mythen
Kleiner Mythen är en bergstopp i Schweiz.   Den ligger i distriktet Bezirk Schwyz och kantonen Schwyz, i den centrala delen av landet, 90 km öster om huvudstaden Bern. Toppen på Kleiner Mythen är 1 811 meter över havet, eller 375 meter över den omgivande terrängen. Bredden vid basen är 1,3 km.
Terrängen runt Kleiner Mythen är kuperad åt nordväst, men åt sydost är den bergig. Runt Kleiner Mythen är det ganska glesbefolkat, med 43 invånare per kvadratkilometer.. Närmaste större samhälle är Schwyz, 3,2 km sydväst om Kleiner Mythen. 
I omgivningarna runt Kleiner Mythen växer i huvudsak blandskog.